# Buffalo Bills (AAFC)
| Buffalo Bills                                                 | Buffalo Bills                                                 |
| Gegründet 1946 – Aufgelöst 1949 Spielten in Buffalo, New York | Gegründet 1946 – Aufgelöst 1949 Spielten in Buffalo, New York |
| ------------------------------------------------------------- | ------------------------------------------------------------- |
| \| \| \| \| \| \|                                             |                                                               |
| Teamfarben                                                    |                                                               |
| Liga                                                          |                                                               |
| - All-America Football Conference Eastern division            |                                                               |
| Personal                                                      |                                                               |
| Besitzer                                                      | James Breuil                                                  |
| Teamgeschichte                                                |                                                               |
| Teamnamen                                                     | - Buffalo Bisons (1946) - Buffalo Bills (1947–1949)           |
| Erfolge                                                       |                                                               |
| Meisterschaften (0)                                           |                                                               |
| Play-off-Teilnahmen (2) 1948, 1949                            |                                                               |
| Stadien                                                       |                                                               |
| - Civic Stadium                                               |                                                               |
|                                                               |                                                               |
|                                                               |                                                               |

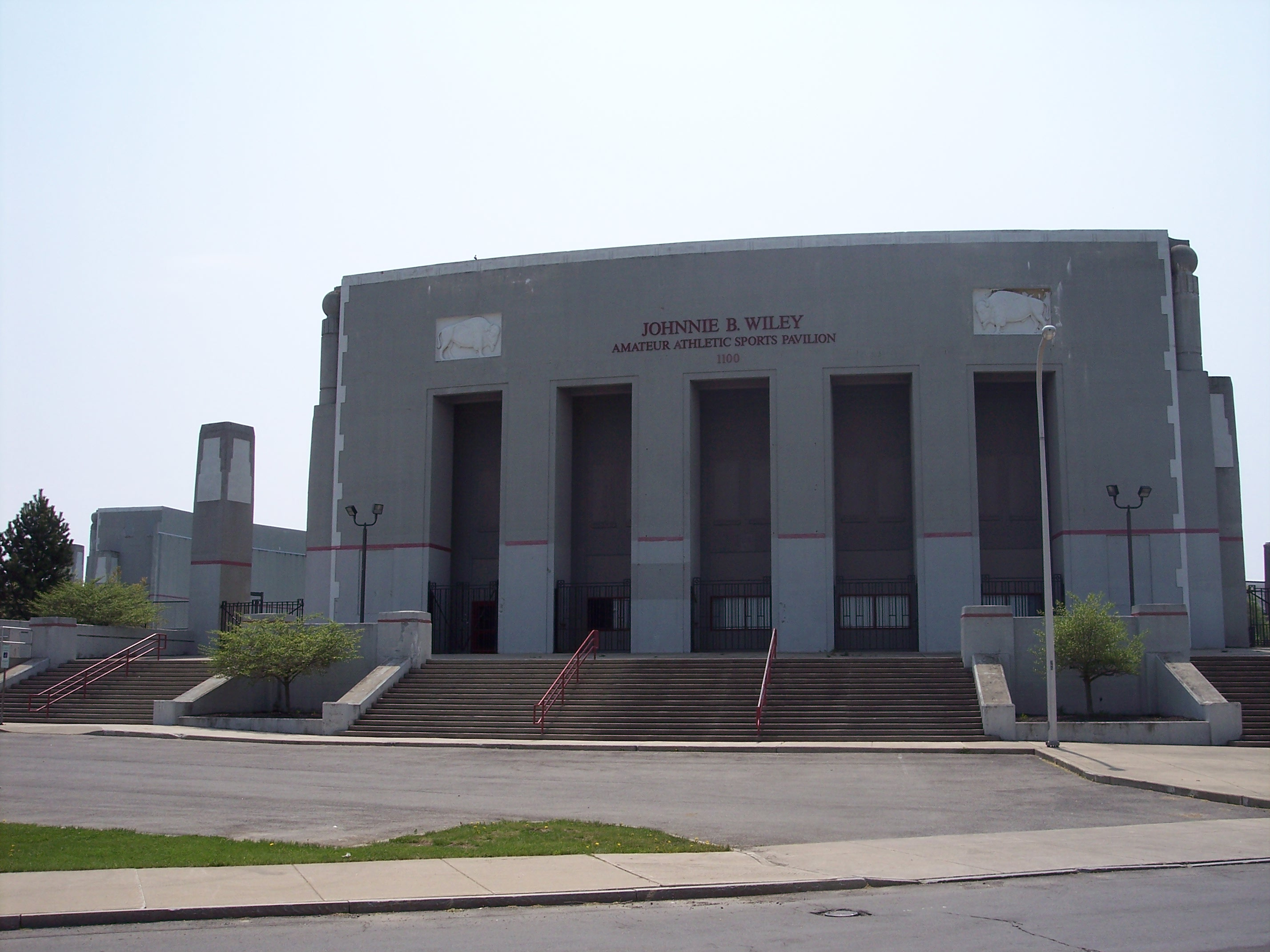
Das War Memorial Stadium in Buffalo

Die Buffalo Bills waren eine American-Football-Mannschaft, die in der All-America Football Conference (AAFC) spielte und in Buffalo, New York beheimatet war. Die Mannschaft trug ihre Heimspiele im War Memorial Stadium in Buffalo, das damals noch Civic Stadium hieß, aus.

## Gründung
Im Jahr 1944 wurde als Konkurrenzliga zur National Football League (NFL) die AAFC ins Leben gerufen. Gegründet wurde die Liga von einem Sportjournalisten aus Chicago, der zahlreiche an Football interessierte Investoren um sich versammeln konnte. Die Liga vergab insgesamt acht Franchises. Zu den Investoren gehörte Sam Cordovano, der eine Franchise erwarb und die Mannschaft in Buffalo ansiedelte und zunächst als Buffalo Bisons benannte. Das Team wurde 1947 nach dem legendären Bisonjäger Buffalo Bill umbenannt. Bis 1949 wurde die Mannschaft von Red Dawson trainiert. Im Laufe der Saison 1949 wurde er durch Clem Crowe ersetzt. Die Bills spielten im War Memorial Stadium.

## Erfolge
Die Bisons konnte in ihrem ersten Spieljahr 1946 lediglich drei von 14 Spielen gewinnen. Die nächste Saison lief für die Bills wesentlich besser. Die Mannschaft gewann acht Spiele. Erst am 13. Spieltag verloren sie gegen die New York Yankees und  ermöglichten so den Yankees den Einzug in das AAFC-Endspiel. Bei einem Sieg hätten die Bills gute Chancen auf eine Endspielteilnahme gehabt.
Im Jahr 1948 wurden in der AAFC Play-off-Spiele eingeführt. Die Bills gewannen sieben ihrer 14. Spiele und konnten auch ihr Play-off-Spiel gegen die Baltimore Colts mit 28:17 gewinnen. Der Quarterback der Bills, George Ratterman warf dabei drei Touchdownpässe. Im AAFC-Endspiel waren die Bills vor 23.000 Zuschauer dann chancenlos. Der Runningback der Cleveland Browns, dem Endspielgegner der Bills, Marion Motley, konnte drei Touchdowns erzielen und trug maßgeblich zum 49:7-Sieg seiner Mannschaft bei.
Die Saison 1949 fing für die Bills schlecht an. Von den ersten sechs Spielen konnte nur eines geworden werden. Dawson musste seinen Trainerstuhl räumen, und sein Nachfolger Crowe gewann vier der nächsten sechs Spiele. In den Play-offs scheiterten die Bills dann am späteren Meister Cleveland Browns mit 31:21. Dem Quarterback der Browns Otto Graham gelang es immer wieder, seine Wide Receiver Mac Speedie und Dante Lavelli ins Spiel zu bringen. Obwohl die Bills das Spiel lange Zeit ausgeglichen gestalten konnten, gingen sie am Ende als Verlierer vom Platz. Nach der Saison 1949 mussten die Bills, wie die gesamte Liga, aufgrund finanzieller Probleme den Spielbetrieb einstellen. Eine geplante Übernahme der Mannschaft in die NFL scheiterte.

## Nachfolge
Für die 1960 gegründete Franchise der American Football League (AFL) in Buffalo wurde der Name übernommen. Mit der Fusion von AFL und NFL kamen die Buffalo Bills in die NFL, wo sie bis heute spielen.

## Namhafte Spieler
- Al Baldwin
- Gil Duggan
- Chet Mutryn